# Mayahi
Mayahi là một thị trấn thuộc vùng Maradi, Niger. Vào năm 2012, dân số thị trấn này là 90.540 người.